# イム・ソヴァン
イム・ソヴァン（クメール語: យឹម សុវណ្ណ, 英語: Yim Sovann）は、カンボジアの政治家、実業家。元カンボジア国民議会議員。カンボジア救国党執行委員長、野党副指導者などを務めた。

## 人物・経歴
プノンペン生まれ。1990年国立経営大学卒業、経済学士。同年教育・青年・スポーツ省入省。1993年サム・ランシー財務大臣補佐官。1995年埼玉大学大学院修了、修士（経済学）。同年からサム・ランシー党トレジャラー。2005年カンボジア国民議会内務・国防・公務員行政委員会委員長。2013年カンボジア救国党執行委員長。2016年野党副指導者。2017年に政界から引退した。